# Foley Island
Foley Island – niezamieszkana wyspa arktyczna w regionie Qikiqtaaluk, Nunavut, w Kanadzie. Leży wzdłuż południowo-zachodniego wybrzeża Ziemi Baffina w Basenie Foxe’a, powierzchnia wyspy wynosi 637 km².

## Historia
Pierwsze świadectwo istnienia wyspy pochodzi z 1948 roku, jako sąsiadującej z Wyspą Księcia Karola i Air Force Island, dokonane przez członka Royal Canadian Air Force Alberta-Ernesta Tomkinsona nawigującego Avro Lancasterem.